# Beatles Forever
Beatles Forever è un EP dei The Beatles pubblicato nel 1965 in Danimarca e in Germania.

## Tracce
1. Dizzy, Miss Lizzy (Larry Williams)
2. Bad Boy (Larry Williams)
3. You Like Me Too Much (Paul McCartney e John Lennon)
4. Tell Me What You See (Paul McCartney e John Lennon)

## Formazione
- George Harrison: voce, chitarra solista
- Paul McCartney: basso elettrico, pianoforte
- John Lennon: chitarra acustica ritmica, piano elettrico
- Ringo Starr: batteria, tamburello